# Ray-sur-Saône
Ray-sur-Saône é uma comuna francesa na região administrativa de Borgonha-Franco-Condado, no departamento de Alto Sona. Estende-se por uma área de 7,88 km². Em 2010 a comuna tinha 215 habitantes (densidade: 27,3 hab./km²).